# Бейер, Прийду
Прийду Бейер (эст. Priidu Beier; род. 16 октября 1957, Тарту; псевдонимы Матти Могуци, Пьер Безухов, Ада Прийлуп, Керсти Мааклер) — эстонский поэт, журналист и педагог.

## Биография
Прийду Бейер родился 16 октября 1957 года в Тарту. С 1965 по 1976 год ходил в различные школы Южной Эстонии. С 1976 по 1983 учился на историческом факультете Тартуского университета. С 1984 по 1991 год он работал в Тартуском художественном музее, затем он был учителем в разных школах. Одновременно он занимался журналистской деятельностью, с 1992 по 1994 год был редактором отдела культуры газеты Postimees. С 1994 года он является преподавателем искусств, философии и истории в гимназии Хуго Треффнера в Тарту.
С 1989 года Бейер является членом Союза писателей Эстонии.

## Творчество
Литературный дебют Прийду Бейера состоялся в 1976 году, когда его стихи были опубликованы в журнале «Sirp ja Vasar». Затем его произведения публиковались в сборниках стихов молодых поэтов Эстонии. Его первый сборник стихов появился только в 1986 году, до этого автор неоднократно подвергался цензуре. В 1970-х и 1980-х годах он был одним из популярных участников поэтических вечеров и относился к числу так называемых «подпольных поэтов».
После дебюта быстро последовали и другие его сборники стихов, частично под псевдоним Матти Могуци. Под этим псевдонимом скрывался не только Прийду Бейер, но и тартуский коллекционер Матти Милиус (1945—2015).
Стихи Бейера являются местами непристойными и злободневными, в них отмечается определённый нонконформизм. Его тексты во многом являются пародиями од и содержат простые метрические строфы с обычными рифмами и метриками, которые часто неточны. Творчество Бейера занимает «особое место в стороне от главных течений эстонской поэзии».

## Награды
- 2002 — Поэтическая премия Юхана Лийва[2].
- 2008 — Поэтическая премия Густава Суйтса[2].

## Сочинения
- Vastus. Eesti Raamat, Tallinn 1986.
- Tulikiri. Eesti Raamat, Tallinn 1989.
- как Matti Moguči: Õrn ja rõve. Kolmas kogu luulet. s.n., Tartu 1989.
- Mustil päevil. Eesti Raamat, Tallinn 1991.
- Femme fatale. Huma, Tallinn 1997.
- как Matti Moguči: Mina — Eiffeli torn. s.n., Tartu 1999 (1982).
- Maavalla keiser ehk Kurb klounaad. s.n., Tartu 2000.
- Monaco. s.l., Tartu 2002.
- как Matti Moguči: Mina — metsikuim mehike. s.n., Tartu 2005 (1984).
- Saatmata kirjad. Luuletusi aastatest 1976—2000. Verb, Tallinn 2007.